# Djoliba AC
Djoliba AC ist ein Fußballverein aus der malischen Hauptstadt Bamako.
Der Verein mit den Farben Grün und Rot entstand im August 1960 durch die Fusion von Foyer du Soudan und Africa Sport Bamako. Foyer du Soudan wurde 1944 unter dem Namen Amicale Sportive gegründet und hatte zahlreiche Erfolge auf kolonialer und interkolonialer Ebene (Finalist der Coupe d’AOF 1954).
Djoliba ist mit 24 Meistertiteln Rekordmeister des Landes Mali.

## Erfolge
- Malischer Meister (24): 1966, 1967, 1968, 1971, 1973, 1974, 1975, 1976, 1979, 1982, 1985, 1988, 1990, 1992, 1996, 1997, 1998, 1999, 2004, 2008, 2009, 2012, 2022, 2024

- Malischer Pokal (20): 1965, 1971, 1973, 1974, 1975, 1976, 1977, 1978, 1979, 1981, 1983, 1993, 1996, 1998, 2003, 2004, 2007, 2008, 2009, 2022

- Malischer Superpokal (8): 1993, 1994, 1997, 1999, 2008, 2012, 2013, 2022